# Connie Sellecca

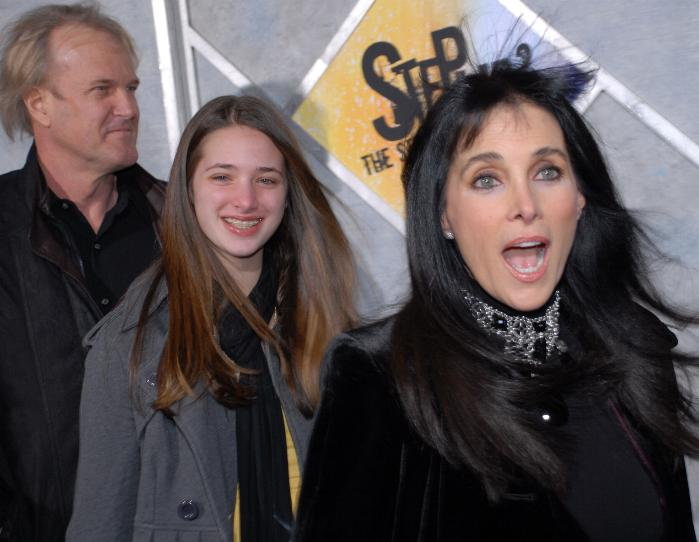
Connie Sellecca met dochter Prima en echtgenoot John Tesh

Connie Sellecca (New York, 25 mei 1955) is een Amerikaans actrice en voormalig model.
Ze is geboren als Concetta Sellecchia in The Bronx, New York uit Italiaanse ouders. Toen ze 12 jaar oud was verhuisde het gezin naar Pomona en ging zij naar de Pomona Junior High School. Daarna doorliep ze de Ramapo High School in Spring Valley. Om toneelspeelster te worden ging ze naar het Boston College.
Sellecca werkte eerst als mannequin om daarna te debuteren in de film The Bermuda Depths in 1978, gevolgd door Captain America II: Death Too Soon, een televisiefilm met Christopher Lee en Lana Wood. En als advocaat Pam Davidson in The Greatest American Hero . Daarna werd ze in Nederland bekend als promotions manager Christine Francis in de tv serie Hotel met onder anderen James Brolin. Ze speelde de rol van 1983 tot 1988.
In 2006 speelt ze mee in de bioscoopfilm The Wild Stallion.

## Privé
Selleca was gehuwd met de 12-jaar oudere acteur Gil Gerard bekend als Buck Rogers van 1979 -1987, Gib Gerard is hun zoon, maar sinds april 1992 is zij gehuwd met pianist en entertainer John Tesh. Hun dochter heet Prima.
- Bibliothèque nationale de France: cb142260347 (data)
- Gemeinsame Normdatei: 1303750562
- International Standard Name Identifier: 0000 0000 5262 8773
- Library of Congress Control Number: nr2002031114
- Nationale Bibliotheek van Polen: a0000002013221
- Nederlandse Thesaurus van Auteursnamen: 242714137
- Système universitaire de documentation: 243477090
- Virtual International Authority File: 22079906
- WorldCat: E39PBJt3WtPtyRYht7vw7JM9Dq